# Mark Spalding
Joseph Mark Spalding, né le 13 janvier 1965 à Lebanon (Kentucky), est un évêque catholique américain, évêque du diocèse de Nashville.

## Biographie
Mark Spalding naît dans une famille de fermiers du Kentucky installés dans le comté de Washington. Sa famille a des racines à l'ouest des Appalaches où des colons catholiques s'étaient installés au XIXe siècle ; en effet on compte dans sa parentèle des figures comme John Martin Spalding (1810-1872), archevêque de Baltimore et opposant à l'esclavage, John Spalding (1840-1916), évêque de Peoria et cofondateur de l'université catholique d'Amérique, ou Catherine Spalding (1793-1858), fondatrice des Sœurs de la charité de Nazareth. Il est diplômé de la Bethlehem High School de Bardstown (Kentucky) en 1983; et obtient un Bachelor of Arts en histoire du séminaire Saint Meinrad en 1987. Il reçoit un master's degree de l'université catholique de Louvain et un Baccalauréat de Sacrée Théologie en 1990.
Il est ordonné prêtre le 3 août 1991 pour l'archidiocèse de Louisville à la proto-cathédrale Saint-Joseph par Thomas Kelly et retourne à Louvain pour suivre une licence de droit canonique.
En 2016, il est nommé curé de la paroisse du Saint-Nom de Louisville.

### Évêque de Nashville
Le pape François le nomme évêque de Nashville, dans le Tennessee, le 12 novembre 2017, et il est consacré et installé le 2 février 2018. Parmi les concélébrants, il y avait le nonce, Christophe Pierre, et le cardinal Rigali.